# Monte Santa Croce
De Monte Santa Croce is een 518 meter hoge berg in Ligurië, in de Ligurische Alpen. De berg ligt ten oosten van Genua en op de hellingen ligt de plaatsen Pieve Ligure, Bogliasco en Sori.
De top is te bereiken via enkele oude paden. Op de top staat de gelijknamige, oude kerk, de Chiesa di Sante Croce. Vanaf de top is een panoramisch uitzicht te zien, van Portofino tot de kust van Savona. 